# Daspletis lykos
Daspletis lykos là một loài ruồi trong họ Asilidae. Daspletis lykos được Londt miêu tả năm 1985. Loài này phân bố ở vùng nhiệt đới châu Phi.